# Filippo Brizzi
Pour les articles homonymes, voir Brizzi, Briccio et Brizio.
Filippo Brizzi ou Briccio ou Brizio (1603-1675) était un peintre italien baroque de l'école bolonaise, le fils du peintre Francesco Brizio et le disciple de Guido Reni.

## Biographie
Filippo Brizzi a peint pour l'église San Silvestre de Bologne et un retable de la Vierge couronnée par les anges, avec saint Jean-Baptiste, saint Sylvestre et saint Julien pour l'église San Giuliano.
Caterina Mongardi (it) fut son élève,.